# Валов, Александр Викторович
Алекса́ндр Ви́кторович Вало́в (род. 9 сентября 1972, Иваново) — российский продюсер, режиссёр и телеведущий. С 2023 года — CEO музыкального лейбла V-Love Music.

## Биография

### Ранние годы
Александр Викторович Валов родился 9 сентября 1972 года в Иваново. Переехал в Москву в начале 1980-х. По информации социальной сети, окончил в 1997 году факультет социально-культурной деятельности МГУКИ. С 2022 года постоянно живёт в Таиланде.

### Работа ведущим на телевидении
Тогда же[когда?] устроился на работу в телеканал «2х2», в качестве соведущего. На данном канале в 1994—1997 гг. велась телепередача «Шпилька» c Александром Олешко, Александром Валовым, Константином Карасиком и Владимиром Жуковым.
В конце 1990-х годов стал одним из руководителей созданного в 1997 году в Москве ЗАО «ТВ Дарьял». Также в 1998—1999 годах являлся ведущим телепередачи «Ночные шалости» на 31-м канале.
19 февраля 2000 года запущена новая телепередача — начало обзора светской жизни Москвы «Вездеход» с Александром Валовым на телеканале «Дарьял ТВ», а 30 сентября 2000 года состоялась премьера музыкальной программы в жанре дискотеки «Crazy Nice» с Александром Валовым и Асей Ткачёвой на телеканале «Дарьял ТВ».
В 2001—2002 годах вел телепередачи «Пятый элемент хита» (в соавторстве с Асей Ткачёвой) и «Планета нокс». В то время очень близким к Валову деятелем культуры являлся известный продюсер Владимир Золотарёв, 1966 года рождения, родом из Владимирской области.
В 2002—2003 годах упоминался на сайте ДТВ, как ведущий телепередачи «Хит-мастер».
В 2002—2004 годах Александр Валов и Ася Ткачёва являлись соведущими телепередачи «Муз-инфо на ZTV» на телеканале «Виасат».

### Продюсерская карьера и административная деятельность
30 декабря 2002 года им зарегистрировано ООО Продюсерская Компания «Вездеход-Продакшн», которую Валов же и возглавил. Соучредителем компании являлся Лядов Геннадий Николаевич, согласно базе ЕГРЮЛ. Геннадий Лядов, 1973 года рождения, значился гендиректором компании, а Валов указан, как генеральный продюсер (Российский музыкальный ежегодник. Москва, 2005, с. 478[неверное указание АИ]). Кроме того, под руководством Валова от компании «Вездеход-Продакшн» в 2004 году запущен интернет-видеоканал «Zапрещенное TV», с демонстрацией продюсировавшихся при участии Валова порнолент.
В 2003 году Валов прекратил производство продюсируемой его компанией программы «Под пресс!», выходившей на телеканале ДТВ (ведущим являлся Сергей Соседов). Руководство «Вездеход продакшн» приняло решение не снимать новых выпусков «Под пресс!» до тех пор, пока канал находится в подвешенном состоянии.
Наиболее известен стал уже в начале «нулевых», как продюсер в 2006—2009 годах Елены Берковой, Елены Бонд, группы «Мин нет» и других.
Предметом споров является утверждение Валова о том, что он в течение года являлся продюсером Анастасии Волочковой. Как сказал Валов 19 января 2022 года Михаилу Филимонову: «Некоторые олигархи армянского и арабского происхождения всё-таки захотели для коллекции пригласить её на ужин. У нас случилось четыре-пять тем такого плана». Сама Волочкова данный факт в 2022 году категорически отрицала. По словам балерины, она не может комментировать заявления человека, которого она никогда в жизни не видела. Волочкова уверена, что Валов просто хочет пропиариться на её имени: «Я не собираюсь комментировать никакой бред — я не знаю даже человека такого, никогда в жизни его не видела и не слышала. Вокруг моего имени столько инсинуаций, столько людей хотят устраивать провокации и пиариться за счет моего имени, что я уже ничему не удивляюсь», — рассказала балерина РЕН ТВ.
С участием Валова, как учредителя-бенефициара, создается телекомпания — ООО «ОЭРТВ» («Общественное эротическое развлекательное телевидение», действовало в 2008—2012 годах), известная также в качестве спутникового телевизионного канала. Продюсерами являлись сам Валов и Ева Волкова. Телеведущими передач канала являлись Елена Беркова, Елена Бонд и Кишева. Виджеями канала являлись порноактерши из продюсерского центра Валова: Вика Третьякова, Карина Буренина (KeRRi), Анжела Егорова и другие.
Также под руководством Валова основано ООО «ВТВ Продакшн» (действовало в 2011—2016 годах). От него вещал с 2011 года телеканал Валова — VTV, ставший фактически ребрендингом ранее существовавшего телеканала ОЭР-TV. Ведущими нового телеканала стали: Елена Беркова, KeRRi Sex (Карина Буренина), и другие, согласно официальному сайту. Кроме того, на канале VTV перезапущен продюсировавшийся при участии Валова телепроект Беркова-ТВ и фильм «Юлия».
В 2006—2016 годах был заместителем директора ООО «З Т В Интернэшнл», которым руководил Геннадий Лядов, согласно базе ЕГРЮЛ. .
Произвёл в 2005 году несколько аудио-альбомов исполнителей: группы «Мин нет» и певицы Nato под своим лейблом «ZTV International» и своим подлейблом «Вездеход продакшен».
В 2023 году запустил музыкальный лейбл «V-Love Music», его владельцам стал сам Александр Валов. В то же время им был основан музыкальный проект «Пчела» в жанре «евродэнс», в 2024 году ставший популярным на цифровых музыкальных площадках.

### Творческая деятельность
Поначалу являлся арт-директором московских ночных клубов «Старая площадь» (с 1994 года) и «Амазония» (с 1997 года).
Валов открыл[когда?] при клубе «Бархат» стриптиз-зал под названием «Флирт чилаут Елены Берковой».
Выступал режиссёром или помощником режиссёра при производстве музыкальных видеоклипов, в этом с ним сотрудничала режиссёр Гроховская Екатерина Александровна (1971 года рождения, ранее работала в ООО «Стагер»).
Помимо этого, Валов является соавтором скандальных эротических фильмов, первыми из которых стали «Дом-2: как заниматься любовью» (про Елену Беркову, 2004 год) и «Юлия» (2005 год, совместным сценаристом стал депутат Госдумы РФ Алексей Митрофанов) — про экс-премьер-министра Украины Юлию Тимошенко и экс-президента Грузии Михаила Саакашвили. По словам Валова, несмотря на то, что героев ленты называют только по именам, их прототипы угадываются без труда. Однако авторы не боятся судебных преследований — ведь в фильме нет фамилий, а актёры не обладают стопроцентным сходством с Тимошенко и Саакашвили.
Следующими фильмами стали «Свадьба Елены Берковой или брачные игры на Неве» (2006 год) а также «Миша или новые приключения Юлии» (2007 год) — в придуманном Валовым жанре «политико-эротической комедии», и «Академия Елены Берковой» (2007 год). С ним сотрудничали режиссёры Нестор Петрович и Александр Поляков.
В 2008—2010 годах снимал так и не вышедший в свет фильм «Батькино счастье», где прототипом главного героя стал президент Белоруссии Александр Лукашенко. Также им снят фильм «Миша» — сиквела «Юлии».
В 2007 году Александр Валов снял клип «Оля и СПИД» на суперпопулярную в конце 80-х песню группы «Анонс», в которой снялась ведущая его телеканала Эрика Кишева, о чём сообщила «Экспресс газета». Презентация клипа состоялась в 2008 году.
Готовил в 2011—2012 годах аналогичный эротический фильм о путешествии Прохорова в Куршавель, в частности — дружбе и близких отношениях Михаила Прохорова и Аллы Пугачёвой. О начале подготовки фильма «о приключениях Прохорова в Куршевеле» Валов сообщил 17 сентября 2011 года на своем сайте. На главную роль — Ксении была найдена актриса эротического кино с псевдонимом Кэрри Секс (Карина Буренина), которая прославилась после скандальной истории с Богданом Титомиром. Проводились съёмки, и в СМИ появлялись сообщения с кадрами, сделанными на съёмочной площадке, но в августе 2012 года стало известно, что отснятый материал бесследно пропал. По словам самого Александра Валова, похитителем является некий Руслан Волков, с которым якобы у продюсера был конфликт, после чего камера с видеозаписью исчезла: «Когда я вернулся в Москву, обнаружилось, что из нашего офиса пропала камера с жёстким диском, на котором хранился весь отснятый материал фильма про Собчак. Как оказалось, Волков ночью проник в офис и похитил её. Я написал на него заявление в ОВД Соколиная гора. Полицейские выследили его и изъяли у него камеру. Но, к моему ужасу, жёсткий диск оказался совершенно пуст».

### Личная жизнь
Дважды был женат. Первой супругой являлась солистка Герда из продюсируемой им группы «Мин нет», она же Анастасия Сосновская-Валова (теперь — помощник генерального директора и пресс-секретарь Российского национального музея музыки), с последней Валов к 2009 году развёлся.
Второй женой стала Самида Садживовна Балатх (Гайнутдинова), 1987 года рождения — российско-индийская фотомодель, актриса, режиссёр, певица, наполовину русская и наполовину индианка, бывший арт-директор клуба «Арбат».
Согласно записи в личном блоге, проживает в столице Таиланда Бангкоке..